# Scott Steiner
Scott Carl Rechsteiner (n. 29 iulie 1962, Bay City, Michigan, SUA), mai cunoscut sub numele de ring Scott Steiner, este un wrestler american și fost luptător de top de lupte greco-romane de la University of Michigan în NCAA (Divizia I). Este cunoscut în special pentru munca sa din World Championship Wrestling în anii '90, unde a fost o dată campion mondial al greilor și de 7 ori campion mondial pe echipe (alături de fratele său Rick Steiner). A luptat de asemenea și în WWF/WWE (unde a mai câștigat titlul mondial pe echipe de încă 2 ori, tot alături de fratele său Rick), dar și în TNA în 2006-2010 când a fost membru The Main Event Mafia. A debutat în 1986, luptând chiar și în Japonia pentru a-și îmbunătăți tehnica.
În WCW, a făcut parte din New World Order (nWo). 
Cea mai importantă revistă de profil Pro Wrestling Illustrated a desemnat The Steiner Brothers ("tag team" format din Scott și Rick) echipa anilor 1990 și 1993. Cei doi frați au produs și Meciul Anului în 1991 împotriva lui Lex Luger și Sting. 
Este poreclit "Big Poppa Pump" sau "The Genetic Freak".